# جليلة بكار
جليلة بَكَّارْ, ولدت بمدينة تونس في 23 نوفمبر سنة 1952
, هي ممثلة مسرحية وسينمائية و كاتبة درامية تونسية. التحقت بمسرح الجنوب بڨفصة سنة 1973 . شاركت في تأسيس المسرح الجديد بتونس سنة 1976 و شركة فاميليا للإنتاج مع الفاضل الجعايبي سنة 1993 .
شاركت كشخصية وطنية مستقلة في تركيبة الهيئة العليا لتحقيق أهداف الثورة والإصلاح السياسي والانتقال الديمقراطي سنة 2011.

## الأعمال المسرحية
1980: غسالة النوادر لصلاح الدين الصيد ، ساهمت كممثلة وشاركت في الكتابة الدرامية للمسرحية.
- 1991: كوميديا لفاضل الجعايبي، ساهمت كممثلة وشاركت في الكتابة الدرامية للمسرحية .
- 1993: فاميليا لفاضل الجعايبي، ساهمت كممثلة وشاركت في الكتابة الدرامية للمسرحية .
- 1995: عشاق المقهى المهجور لفاضل الجعايبي، ساهمت كممثلة وشاركت في الكتابة الدرامية للمسرحية .
- 1997: سهرة خاصة لفاضل الجعايبي، ساهمت كممثلة وشاركت في الكتابة الدرامية للمسرحية .
- 1998: البحث عن عائدة, مؤلفة وممثلة.
- 2001: جنون, مؤلفة وممثلة.
- 2002: عرب برلين , مؤلفة.
- 2006: خمسون , مؤلفة وممثلة.
- 2010: يحيى يعيش, ساهمت جليلة في تأليف والكتابة الدرامية وكتابة السيناريو لهذا العمل المسرحي، وشاركت أيضا في التمثيل.

## الأعمال السينمائية
- 1978: العرس [الفرنسية] لفاضل الجعايبي وفاضل الجازيري، شاركت كممثلة.
- 1988: عرب [الفرنسية] لفاضل الجازيري والفاضل الجعايبي، شاركت كممثلة.
- 1990: شيشخان لفاضل الجعايبي ومحمود بن محمود، شاركت كممثلة.
- 1992: الليلة المقدسة (La nuit sacrée) لنيكولا كلوتز ,شاركت كممثلة.
- 1998: متحضرات لرندة الشهال, شاركت كممثلة.
- 2004: جنون لفاضل الجعايبي، شاركت كممثلة وكاتبة سيناريو.

## وصلات خارجية
- جليلة بكار على موقع IMDb (الإنجليزية)
- جليلة بكار على موقع ألو سيني (الفرنسية)
- جليلة بكار على موقع أول موفي (الإنجليزية)
- جليلة بكار على موقع قاعدة بيانات الفيلم (الإنجليزية)
- جليلة بكار على موقع كينوبويسك (الروسية)

صفحة تعرف بجليلة بكار مع شريط مسجل لحوار معها 